# یواس‌اس گاردفیش (اس‌اس‌ان-۶۱۲)
یواس‌اس گاردفیش (اس‌اس‌ان-۶۱۲) (به انگلیسی: USS Guardfish (SSN-612)) یک زیردریایی بود که طول آن ۲۷۹ فوت (۸۵ متر) بود. این زیردریایی در سال ۱۹۶۵ ساخته شد.